# Tỉnh ủy Quảng Bình
Tỉnh ủy Quảng Bình hay còn được gọi Ban chấp hành Đảng bộ tỉnh Quảng Bình là cơ quan lãnh đạo cao nhất của Đảng bộ tỉnh Quảng Bình giữa hai kỳ đại hội đại biểu Đảng bộ tỉnh Quảng Bình, do Đại hội Đại biểu Đảng bộ tỉnh bầu.
Tỉnh ủy Quảng Bình có chức năng thi hành nghị quyết, quyết định của Đại hội Đại biểu Đảng bộ tỉnh Quảng Bình, Ban Chấp hành Trung ương Đảng, Ban Bí thư và Bộ Chính trị. Đứng đầu Tỉnh ủy là Bí thư Tỉnh ủy và thường là ủy viên Ban chấp hành Trung ương Đảng.